# Preverbális kommunikáció
A preverbális kommunikáció (nyelv előtti kommunikáció) a gyermek első életéve során, a nyelv elsajátítása előtt megfigyelhető kommunikáció. Ide tartozik a véletlenszerű hangadásból kialakuló gügyögés, majd gagyogás, melyek egyre inkább jellemzőek az anyanyelv hangzására. Ezen szakasz alatt alakulnak ki a kommunikáció mintázatai, de a nyelvi megértés mindig megelőzi a produkciót.

## Újszülöttek
A gyerekek nyelv iránti érzékenységgel és az emberekkel való kommunikáció hajlamával jönnek világra. Már születéskor preferálják a beszédhangokat más hangokkal szemben és képesek különbséget tenni a nyelveket jellemző alapvető hangkategóriák között. Már néhány napos korban el tudják különíteni az anyanyelvük hangjait más nyelvekétől.
Az újszülöttek első hangjai élesek és tagolatlanok (hosszú, elnyújtott magánhangzókból állnak - á, oáá, áoo -, gyakran társulnak a "h" hanggal), ennek színezete hasonlít a sírásra. Gyakran emiatt a környezet a kellemetlen érzések kifejezéséhez társítja ezeket a hangadásokat, ezért panaszhangoknak tekintik. A sírásnak többféle fajtája van, melyeket a 2. hónaptól a gondozó meg tud különböztetni (segítségkérés, veszély, stb.). Tomasello szerint ezek a sírások nem közlések, csak az életjelei, és a környezet ad hozzá jelentést. A hangadás sokáig egy globális reakció részét képezi, általában együtt jár rugdalózással, kapálózással, az izomfeszültség változásával.

## Csecsemőkor
2 és fél hónaposan megjelenik a szociális mosoly, mely már akaratlagos megnyilvánulásnak tekinthető.
3. hónapban elsődleges interszubjektivitás: a csecsemő, viselkedését mások viselkedéséhez kezdi igazítani és képes a közvetlen interakciókban az élmények megosztására. Az interszubjektivitás a hatékony interperszonális intelligenciát jelenti.
„a csecsemő azzal a motivációval születik, hogy keresse, értse és használja a proto-társalgásokban mások motivációit, céljait, érzelmeit” (Trevarthen, 1998, 16.).
7-9. hónap a másodlagos interszubjektivitás megjelenésének periódusa. A csecsemő és a gondozó "beszélget" a közös figyelmi fókuszban álló tárgyról. (Tomasello, 1992)
A gyermek elsajátítja a mentális állapotok egy másik személlyel történő megosztásának képességét, olyan helyzetekben, amikor a közös figyelem fókuszában egy harmadik személy/tárgy áll. A másodlagos interszubjektivitás és kommunikáció kapcsolata a szociális referencia: a csecsemő megvizsgálja anyja reakcióját egy bizonytalan eseményre/idegenre és saját válaszát ehhez megfelelően alakítja ki. A másodlagos interszubjektivitás a nyelvelsajátítás döntő előfeltétele! 
9-12 hónapos korban tárgyakra mutatás, mint kommunikatív aktus jelenik meg a kommunikáció fejlődésben. Ezek a rámutatások úgynevezett triadikus felszólító gesztusok.
18 hónapos kortól a mutatások komplexebb funkciót kezdenek betölteni: először megfigyeli a gyermek, hogy a gondozó figyel-e rá, és csak ezután mutat a tárgyra. Ez a mutatás instrumentális szerepét bizonyítja.

## A gügyögés
A gyerekek kommunikációs képessége a nyelv elsajátítása előtt is igen fejlett. A spontán gügyögés 6-11 hónapos kor között minden kultúrában megfigyelhető.
A 3. hónap végéig semmi jel nem mutat arra, hogy a csecsemők összekapcsolnák a hangokat a hangképző szerveikkel, vagyis nem tudják, hogy ők adják ki a hangokat. Ez a magyarázat arra, hogy a harmadik hónap végéig a siket és nem siket gyerekek hangadása között nem fedezhető fel különbség ebben a periódusban. A harmadik hónap után a gyerekek elkezdik utánozni saját hangjukat, gyakorolják hangadási készségeiket, így jelenik meg a spontán gügyögés, melyből később kialakul a gagyogás.

## A gagyogás
A gügyögésből kialakuló gagyogás egyfajta hangképzési játékkal indul. A gyerekek az artikuláció használatával szórakoztatják magukat: kilégzés, ajakmozgás, nyelv elhelyezkedésének változtatásával más hangok kiadására képesek és elkezdik felfedezni. (A siket csecsemők is kiadnak először hangokat, melyek a szopással járnak, de hallás híján ezek nem lesznek játék forrásai, így megszűnnek.) Több, mint 200 féle hang kiadására képes a csecsemő, minden hangok kipróbál, amelyet hangképző szerve létre tud hozni. A jelzésértékű hangok a globális reakciók részeiként továbbra is fennmaradnak, de ha sokat gagyog a gyermek, ezek a jelzőhangok is átalakulnak: változatosabbak, tagoltabbak lesznek.

## Halandzsa
A gagyogásból idővel kiemelkednek a nyelvre jellemző hangok, ezeket a külvilág szelektálja: amilyen hangokat a gyermek nem hall a környezetből, kiesnek. Ettől kezdve a külső mintázat utánzása válik döntővé. A gyerek az általuk tapasztalt beszédet kezdi el utánozni: hosszú sorok, ütemesség, még arckifejezések is megjelennek. Így alakul ki a halandzsa, mely az anyanyelv lejtésének elsajátítására szolgál.

## Az első szavak
A gagyogásból az első szavak egyéves kor körül emelkednek ki, ezután lassú fejlődés áll be. 16 hónaposan átlagosan 8-15 szót tudnak képezni, de a megértett szavak száma ennek sokszorosa. A beszédfejlődés ugrásszerű meggyorsulása a második életév második szakaszában következik be, az addigra 30-80 szóból álló szókincs fél év alatt öt-tízszeresére nő, ezt nevezi a szakirodalom a beszédfejlődés fordulatának. Fontos kiemelni, hogy az egyéni eltérések igen változatosak lehetnek, előfordul, hogy ez a fordulat, csak a harmadik életév beköszöntével kezdődik csak el. A kisgyermekkori beszéd jellegzetességei: a kijelentések helyzetiek, a kiemelés indulati, a mondatok ragozatlan szavakat tartalmaznak nagyrészt, a tanult szavakat könnyen általánosítják, önkényes jelentésadás, nincsen tisztában az értelmetlen szavak fogalmával.